# Melissa Seidemann
Melissa Seidemann (* 26. Juni 1990 in Hoffman Estates) ist eine Wasserballspielerin aus den Vereinigten Staaten. Sie gewann je drei Titel bei Olympischen Spielen, Weltmeisterschaften und Panamerikanischen Spielen.

## Sportliche Karriere
Die 1,83 m große Centerverteidigerin Melissa Seidemann belegte bei den Weltmeisterschaften 2011 in Schanghai den sechsten Platz mit dem US-Team. Im gleichen Jahr siegte das US-Team bei den Panamerikanischen Spielen in Guadalajara. Bei den Olympischen Spielen 2012 in London belegte das US-Team in der Vorrunde den zweiten Platz hinter den Spanierinnen, wobei das direkte Duell mit 9:9 endete. Im Finale trafen die beiden Mannschaften wieder aufeinander und das US-Team siegte mit 8:5.
Bei den Weltmeisterschaften 2013 in Barcelona unterlag das US-Team im Viertelfinale den Spanierinnen und belegte letztlich den fünften Platz. 2015 siegte das US-Team bei den Panamerikanischen Spielen in Toronto. Direkt im Anschluss fanden in Kasan die Weltmeisterschaften 2015 statt. Die Mannschaft aus den Vereinigten Staaten gewann den Titel durch ein 5:4 im Finale gegen die niederländische Mannschaft. Bei den Olympischen Spielen 2016 in Rio de Janeiro traf das US-Team im Finale auf die Italienerinnen und siegte mit 12:5.
2017 bei den Weltmeisterschaften in Budapest trafen die US-Spielerinnen im Finale wieder einmal auf die Spanierinnen und siegten mit 13:6. Zwei Jahre später bei den Weltmeisterschaften 2019 in Gwangju traf das US-Team im Finale erneut auf die Spanierinnen, diesmal gewannen die Amerikanerinnen mit 11:6. Unmittelbar im Anschluss an die Weltmeisterschaften siegten die frischgebackenen Weltmeisterinnen auch bei den Panamerikanischen Spielen 2019 in Lima. Bei den 2021 ausgetragenen Olympischen Spielen in Tokio trafen die Mannschaften aus den Vereinigten Staaten und aus Spanien einmal mehr im Finale aufeinander, die Amerikanerinnen siegten mit 14:5. Melissa Seidemann erzielte auch in ihrem dritten Olympiafinale ein Tor.
Seidemann schloss ein Psychologiestudium an der Stanford University ab und absolvierte danach ein Masters-Studium in Erziehungswissenschaft.